# Simone Lurçat
Pour les articles homonymes, voir Lurçat.
Simone Lurçat, née Selves le 11 août 1915 à Castelnau-Montratier (Lot) et morte le 23 mars 2009 à Paris 14e, est une enseignante de profession, membre de la Résistance lors de la Seconde Guerre mondiale. Elle est également la troisième et dernière épouse du peintre et tapissier Jean Lurçat.

## Biographie
Née le 11 août 1915 à Castelnau-Montratier dans le Lot et issue d’une famille d’enseignants, Simone Selves commence sa vie professionnelle comme institutrice dans le village de Calvignac dans le département du Lot. En 1937, elle s’inscrit à la faculté de lettres de Toulouse, mais la guerre et les difficultés de transports l’obligent à interrompre ses études en 1941-1942.

### Résistance
Faisant parallèlement un stage sur l’enfance délinquante et déficiente, elle revient à Toulouse à l’automne 1942. Au matin du 11 novembre, elle constate que l’armée allemande cerne la place du Capitole, des chars arborant les drapeaux à croix gammées défilant rue Alsace-Lorraine. L’occupation de la zone sud qui vient de débuter conduit Simone Selves à s'engager dans la lutte clandestine contre l'envahisseur nazi.
Évoluant dans les milieux de la Résistance, notamment dans les milieux issus de la gauche communiste, elle se voit confier certaines missions importantes[réf. nécessaire]. De retour dans le Lot, elle est y chargée en 1943, puis en 1944 de venir en aide aux très nombreuses familles de fusillés et de déportés.
Elle est ensuite nommée responsable départemental du COSOR (Comité des Œuvres Sociales de la Résistance) qui a à sa tête Agnès Bidault, assistante sociale à la Préfecture de Bouches-du-Rhône, sœur de Georges Bidault,. Elle prend part aux débuts d'organisation politique du département du Lot ainsi qu’à la naissance du Comité départemental de la libération du Lot qui deviendra plus tard le conseil général du Lot. Sa carte officielle, porte le n°2; elle est datée du 4/9/1944.[réf. nécessaire]

### Avec Jean Lurçat
La paix revenue, Simone Selves participe à l’aide au rapatriement des prisonniers et déportés. Elle part ensuite pour l’Allemagne où elle est chargée de la rédaction d’un bulletin d’informations sur l’administration des Länder.
De retour en France, elle est d’abord nommée au Cabinet d’André Marie, ministre de l’Éducation nationale, puis est détachée au ministère de la Santé et affectée à l’Institut national des jeunes aveugles. Responsable des études, elle vérifie que les études des jeunes pensionnaires suivent un programme identique à celui que dispense l’Éducation nationale.
C’est à ce moment-là qu’elle retrouve Jean Lurçat, - membre du Parti communiste français et actif dans la Résistance - qu'elle a rencontré dans les maquis du Lot, lorsque Lurçat était chargé de la presse clandestine. Elle l’épouse le 11 août 1956. Jusqu’en 1960, elle reste à l’Institut des jeunes aveugles passionnée par le travail et le rôle qu’elle joue auprès des enfants.
Parallèlement à son activité professionnelle, elle contribue dès cette période à libérer Jean Lurçat de la partie administrative de son travail. Ayant quitté l’Institut des jeunes aveugles, elle se consacre à plein temps aux activités de son époux afin que celui-ci, dégagé des soucis matériels puisse poursuivre son travail de création.

### Donations et expositions
En 1981 le Centre culturel et artistique Jean-Lurçat est inauguré à Aubusson.
En 2001, n’ayant pas eu d’enfant, Simone Lurçat décide de confier, après sa mort, la gestion des œuvres et des archives de son époux, conservées villa Seurat à Paris, à l’Académie des Beaux-Arts de l’Institut de France, à charge pour elle de créer la « Fondation Jean et Simone Lurçat » dont la mission sera de protéger et faire rayonner l’œuvre de l’artiste. Depuis 2009, l'Académie des beaux-arts de l'Institut de France est détentrice des droits patrimoniaux et du droit moral attachés à l’œuvre de l'artiste.
En 2005, Simone Lurçat crée un grand prix de bibliophilie, le Prix Jean Lurçat afin d’encourager la bibliophilie contemporaine.
Elle décède le 23 mars 2009 à l'âge de 93 ans, dans le 14e arrondissement de Paris.

## Distinctions
- Chevalier de la Légion d'honneur[Quand ?] ;
- Médaille de la Résistance française (décret du 22 septembre 1945)[6] ;
- Officier de l'ordre des Palmes académiques[Quand ?] ;
- Chevalier de l'ordre des Arts et des Lettres[Quand ?].